# Zineb Triki
Zineb Triki (sinh năm 1980) là một nữ diễn viên người Pháp gốc Maroc, được biết đến với vai Nadia El Mansour trong loạt phim truyền hình Pháp The Office.
Zineb Triki sinh năm 1980 tại Maroc. Cô theo học tại một trường học ở Pháp, nơi cô tham gia nhà hát và khiêu vũ cổ điển. Cô chuyển đến Paris năm 15 tuổi để học trung học.
Cô có bằng khoa học chính trị tại Đại học McGill ở Canada và làm việc ngắn gọn với tư cách là một nhà báo. Cô đã thực tập tại trụ sở của Liên Hợp Quốc tại NY năm 2003. Cô có bằng thạc sĩ khoa học chính trị tại Đại học Sorbonne ở Paris, sau đó lấy bằng thạc sĩ khác về sản xuất nghe nhìn ở Paris.
Triki bắt đầu sự nghiệp diễn xuất của mình một cách nghiêm túc từ năm 2009, với các vai ngắn trong 14h05 và The Misadventures of Franck and Martha. Vai diễn điện ảnh đầu tiên của cô là trong Deux fenêtres năm 2013 và La Marche verte (2016). Chính bộ phim truyền hình The Office đã đưa cô trở nên nổi bật với vai diễn Nadia El Mansour.
Vai diễn của cô là mẹ của Nassim trong bộ phim De toutes mes năm 2017 được mô tả là sáng chói, trong vai diễn ngắn và khó khăn này.

## Đóng phim
Triki đã thực hiện trong các bộ phim truyền hình và phim sau:
- 2009: 14h05
- 2009: Những sai lầm của Franck và Martha
- 2013: Deux fenêtres
- 2014: Hard Copy (Hài kịch)
- 2016: Glacé (phim truyền hình) - Charlène
- 2016: La Marche verte (Phim)
- 2015 - 2018: The Bureau (phim truyền hình) - Nadia El Mansour
- 2017: De toutes mes force (Phim) - Mẹ của Nassim
- 2017: Les grands esprits (Phim) - Agedit